# スズキ・DR250S
DR250（ディーアールにひゃくごじゅう）とは、スズキが製造・販売したオフロードタイプのオートバイである。

## 概要
1982年にホンダXL250、ヤマハXT250、カワサキKL250への対抗モデルとしてスズキ初の4スト250デュアルパーパスとして投入されたDR250S:SJ41Aが最初のモデル。市販公道オートバイ初のフルフローターサスや新設計のSOHC・4バルブエンジンなどが特徴。人気のXL250Rに比べ軽量コンパクトであったが主にデザイン面で不評であった。同年に弟車のDR125Sも登場した。
また輸出用として基本的に同一車体構成のエンデューロモデルのDR250／SP250がある。
2代目DR250S:SJ44Aは1990年発売開始。
先代と同名だが全くといっていいほど共通パーツを持たない別物である。
2代目DR250Sはホンダ・XR500R／XR350R(1983)を開発したアル・ベイカーをヘッドハンティングして開発されたエンデューロモデルDR350の公道バージョンDR350S（349cc）の249ccエンジン搭載モデルである。
そのためエンジン・フレームとも耐久性に秀でていたが同クラスの他車と比較すると重たく、オフロードでの評価は芳しくなかった。
のちにスズキ70周年記念車として油圧式車高調整機能を持ったDR250SHが追加。
さらにセルスターター式エンジンを搭載したDR250SHE、倒立サスと車高調整を省き大径丸型ライトを装備したDR250SEP「DJEBEL（ジェベル） SE-1」を追加販売。
輸出仕様としてエンデューロモデルのDR250（DR350とエンジンのみ違う）がある。
※アル・ベイカーはSJ44A型DR250S発表寸前の1989年8月25日、自家用機事故で重体となり1992年2月10日に他界。
3代目モデルDR250R:SJ45AはDR350後期モデルとトランスミッション・前後ホイールのみを共用し、他のほとんどのパーツを一新。
ドライサンプからウェットサンプへの変更、メッキシリンダーの採用、アルミスポークニップルなど軽量化に努め、先代までの負圧キャブから強制開閉フラットバルブキャブへの変更など、先代の「重たい・非力」といった不評を吹き飛ばした。
兄弟車としてDJEBEL（ジェベル） XC、輸出用エンデューロモデルのDR-Z250があった。
SJ41A系エンジンは、GN250E、NZ250、ボルティー、マローダー250、SW-1、グラストラッカー、ST250などに、それぞれ採用されている。
SJ44A系エンジンは、オンロードスポーツバイクのグース250およびグース350のほか、四輪ATVのLT400に採用されている。また、水冷化されて別物の様相を呈しているものの、スカイウェイブ250およびスカイウェイブ400に採用されているエンジンも同系列をベースとしている。
本車種がメディアに登場した例としては、1994年放映の特撮番組『ブルースワット』に登場した追跡・戦闘用モーターサイクル「CV-02 インターセプター」、同年劇場公開の映画『仮面ライダーJ』に登場するJの専用バイク・ジェイクロッサーはDR250Sをベースに作られていた。

## モデル一覧

### DR250S（SJ41A）
- 1982年発売。
- 初のフルフローターサス採用モデル。

### DR250S（SJ44A）
- 1990年1月発売。
- 倒立フロントフォーク採用。

### DR250R（SJ45A）
- 1995年発売。
- 正立カートリッジ・コンポジットアウターフォーク